# Kapospula
Kapospula là một thị trấn thuộc hạt Tolna, Hungary. Thị trấn này có diện tích 19,8 km², dân số năm 2010 là 913 người, mật độ 46 người/km².